# قائمة منظمات النازية الجديدة
هذه قائمة بالمنظمات النازية الجديدة .

## أفريقيا

### جنوب أفريقيا
- Afrikaner Weerstandsbeweging
- حركة التحرير البيضاء
- أوسيوابراندواغ

## الأمريكتين

### شمال امريكا
- Adolf Hitler Free Corps (الولايات المتحدة)
- الحزب الأمريكي النازي - الولايات المتحدة
- الإخوة الآرية تكساس - الولايات المتحدة
- الإخوة الآرية - الولايات المتحدة
- الآرية الحرس - كندا
- الأمم الآرية - الولايات المتحدة وكندا
- قسم Atomwaffen - الولايات المتحدة
- الهوية المسيحية - الولايات المتحدة
- ديلي ستورمر - الولايات المتحدة
- هامرسكينز - الولايات المتحدة وكندا
- جبهة التراث - كندا
- الهوية Evropa - الولايات المتحدة
- التحالف الوطني - الولايات المتحدة
- جبهة التحرير الاشتراكي الوطني (الولايات المتحدة)
- الحركة الاشتراكية الوطنية - الولايات المتحدة
- طليعة الاشتراكية الوطنية - الولايات المتحدة
- الطليعة الوطنية - الولايات المتحدة
- الجبهة الوطنية - الولايات المتحدة
- NSDAP / AO - الولايات المتحدة
- Odinia International - الولايات المتحدة
- رينيجيد تريبيون - الولايات المتحدة
- سجلات المقاومة - كندا
- العمل المكسيكي الثوري - المكسيك
- الرايخ الرابع - الولايات المتحدة
- الأشياء الصحيحة - الولايات المتحدة
- الجبهة الوطنية للمكسيك [1] - المكسيك
- حزب العمال التقليدي - الولايات المتحدة
- طليعة أمريكا - الولايات المتحدة
- المقاومة الآرية البيضاء - الولايات المتحدة
- الاتحاد السناركي الوطني - المكسيك

### منطقة البحر الكاريبي وأمريكا الجنوبية
- Carecas do ABC (ABC region Skinheads) - البرازيل
- الحركة الاشتراكية الوطنية لشيلي - تشيلي
- كومبات RAC - البرازيل
- فرونت 88 - البرازيل
- Impacto Hooligan - البرازيل

## آسيا

### اليابان
- حزب العمال الوطني الاشتراكي الياباني - اليابان [2]

### إيران
- الرابطة الآرية - (الرابطة الآرية الاشتراكية الوطنية - NSAL) - إيران
- SUMKA (حزب العمال الوطني الاشتراكي الإيراني ) - إيران

### منغوليا
- تساجان خاس - منغوليا

### تايوان
- جمعية الاشتراكية الوطنية

### الفلبين
- الجبهة الوطنية الفلبينية

## أوروبا

### يوغوسلافيا السابقة
- Nacionalni stroj (الانحياز الوطني) - صربيا
- العمل الصربي - صربيا
- حزب Autochthonous الكرواتي للحقوق - كرواتيا
- الحركة البوسنية للكبرياء الوطني - البوسنة

### بلجيكا وهولندا
- اتحاد الشعوب الهولندية (Nederlandse Volks-Unie) - هولندا
- وسام المسلحين الفلمنكيين - فلاندرز
- التحالف الوطني - هولندا
- المنتفخة، بوديم، Eer en Trouw - فلاندرز
- Parti Communautaire National-Européen - بلجيكا
- Parti Communautaire Européen - بلجيكا
- قوة التطوع العنصري - بلجيكا

### الدنمارك
- Danmarks Nationalsocialistiske Bevægelse (الحركة الاشتراكية الوطنية في الدنمارك)
- الجبهة الدنماركية
- حزب الدنماركيين

### فنلندا
- Pohjoismainen Vastarintaliike (حركة المقاومة الشمالية)
- Kohti vapautta
- Kansallissosialistinuoret

### فرنسا
- البدوي 88 [3]
- قتال 18 [4]

### ألمانيا
- الثالث. مسار
- الحزب الوطني الديمقراطي في ألمانيا
- Autonome Nationalisten
- Artgemeinschaft
- Wiking-Jugend
- جبهة دويتشه هايدنيش
- البديل الألماني
- الجبهة الوطنية (ألمانيا)
- جبهة العمل للاشتراكيين الوطنيين / النشطاء الوطنيين
- Gesinnungsgemeinschaft der Neuen Front
- الهجوم الوطني
- حزب الرايخ الاشتراكي
- حزب العمال الألماني الحر
- يموت Rechte
- رايخ الرابع

### اليونان
- الفجر الذهبي

### إيطاليا
- Avanguardia Nazionale (National Avantgarde)
- قاعدة الحكم الذاتي
- Comunità Militante dei Dodici Raggi (المجتمع المناضل للأشعة الإثني عشر)
- ميليشيا
- Movimento Politico (حركة سياسية)
- Ordine Nuovo (طلب جديد)
- ريفولتا ناسيونالي (الثورة الوطنية)
- فينيتو فرونت سكينهيد

### النرويج
- Norges Nasjonalsosialistiske Bevegelse (الحركة الاشتراكية الوطنية في النرويج)
- Vigrid
- جبهة هيثين

### روسيا
- الاتحاد السلافي
- الشكل 18
- الجمعية الاشتراكية الوطنية
- حزب باميات النازي
- الوحدة الوطنية الروسية
- الحزب الاشتراكي القومي الروسي

### إسبانيا
1. Acción Nacional Española (العمل الوطني الإسباني)

- Acción Nacional Revolucionaria (ويكيبيديا الإسبانية)
- التحالف الرسولي المناهض للشيوعية
- التحالف الوطني
- التحالف الوطني 18 يوليو (التحالف الوطني 18 يوليو)
- التحالف من أجل الوحدة الوطنية
- Alternativa Española (بديل إسباني)
- مكافحة الإرهاب إيتا (مكافحة الإرهاب إيتا)
- قواعد الحكم الذاتي
- باتاليون الباسك الإسبانية
- الدم والشرف
- الدائرة الإسبانية لأصدقاء أوروبا
- الدوائر المذهبية خوسيه أنطونيو (الدوائر المذهبية خوسيه أنطونيو)
- الاتحاد الوطني للمقاتلين السابقين
- الديمقراطية الوطنية
- إسبانيا 2000 (إسبانيا 2000)
- الدولة الوطنية الأوروبية
- Phalanx 2000 (Phalanx 2000)
- Falange Española de las JONS (الكتائب الإسبانية للجان الهجوم النقابي الوطني، 1934)
- Falange Española de las JONS (الكتائب الإسبانية للجان الهجوم النقابي الوطني، 1976)
- Falange Española de las JONS (Auténtica) (الكتائب الإسبانية للجان الهجوم النقابي الوطني (الحجية))
- الكتائب الإسبانية المستقلة (الكتائب الإسبانية المستقلة)
- Falange Española Tradicionalista y de las JONS (الكتائب الإسبانية التقليدية ولجان الهجوم النقابي الوطني)
- الجبهة الوطنية البديلة
- أمام الطلاب النقابيين
- جبهة الشباب
- الجبهة الإسبانية
- الجبهة الوطنية (الجبهة الوطنية، 1986)
- الجبهة الوطنية (الجبهة الوطنية، 2006)
- جبهة التحالف الوطني الحر (ويكيبيديا الإسبانية)
- جبهة الشباب الوطنية (ويكيبيديا الإسبانية)
- الجبهة الوطنية الشابة
- الجبهة الثورية النقابية (ويكيبيديا الإسبانية)
- قوة الشباب
- قوة جديدة
- الجيل الاستبدادي
- الجماعات المسلحة الإسبانية
- Guerrilleros de Cristo Rey (ووريورز للمسيح الملك)
- هسبانيا الخضراء (هسبانيا الخضراء)
- هوغار سوسيال مدريد (Social Home Hadrid)
- المجالس الهجومية النقابية الوطنية (مجالس الهجوم النقابي الوطني)
- المجالس الإسبانية (المجالس الإسبانية)
- إسبانيا في مارس (إسبانيا جارية)
- الفالانج (الكتائب)
- عصبة الشباب
- لنا (لنا)
- الحركة الكاثوليكية الإسبانية
- الحركة الفالنجية في إسبانيا
- الحركة الوطنية
- الحركة الاجتماعية الإسبانية
- الحركة الاجتماعية الجمهورية
- أمة الشباب
- الأمة والثورة
- استجابة الطلاب (هجوم الطلاب المضاد)
- الاتحاد الوطني
- الاتحاد الوطني الاسباني

### السويد
- حركة المقاومة الشمالية
- الجبهة الاشتراكية الوطنية
- حزب السويديين

### سلوفاكيا
- حزب الشعب - سلوفاكيا لدينا (Kotleba - حزب الشعب سلوفاكيا)

### تركيا
- Nasyonal Aktivitede Zinde İnkişaf (التطور القوي في النشاط الوطني) [5]
- Nasyonal Sosyalist Odak (التركيز الاشتراكي الوطني) [6][7]

### المملكة المتحدة
- الجبهة الوطنية البريطانية
- حزب الشعب البريطاني
- العمود 88
- قتال 18
- المركز الدولي الثالث
- عصبة سانت جورج
- رابطة الشمال
- جمعية 9 نوفمبر (المعروفة أيضًا باسم الحزب البريطاني الأول)
- العمل الوطني (2014)
- حزب العمل الاشتراكي الوطني
- الحركة الاشتراكية الوطنية (1960s)
- الحركة الاشتراكية الوطنية
- NF Flag Group
- قوة التطوع العنصري
- الحزب القومي الأبيض

### أوكرانيا
- كتيبة أزوف
- الوطنيين في أوكرانيا
- الحزب الاجتماعي القومي لأوكرانيا
- الجمعية الوطنية الاجتماعية

## أوقيانوسيا

### أستراليا
- مقاومة Antipodean
- العمل الوطني
- الحزب الاشتراكي الوطني الأسترالي
- رابطة الشباب الوطني
- الجبهة الوطنية المتحدة
- قتال 18

### نيوزيلندا
- الحزب الاشتراكي الوطني لنيوزيلندا
- الجبهة الوطنية النيوزيلندية
- مقاومة الجناح الأيمن
- الوحدة 88

## دولي
- الدم والشرف
- ديلي ستورمر
- النظام الأوروبي الجديد
- أمام العاصفة
- الاتحاد العالمي للاشتراكيين الوطنيين